# Amerikabomber
Il progetto Amerikabomber fu un'iniziativa del Reichsluftfahrtministerium, il Ministero dell'Aviazione della Germania nazista, volta allo sviluppo di un bombardiere in grado di colpire la costa orientale degli Stati Uniti partendo da basi europee, a una distanza di quasi 6000 km dal teatro europeo.
Già nel 1938 Hermann Göring espresse in pubblico il suo disappunto per la mancanza di un tale bombardiere a lungo raggio tra i ranghi della Luftwaffe, ma i progetti veri e propri iniziarono solo nel 1941 in risposta al Destroyers for bases agreement (settembre 1940). Vennero formulate richieste alle principali industrie tedesche (Messerschmitt, Junkers, Heinkel, Focke-Wulf ed ai fratelli Reimar e Walter Horten), e le proposte migliori si rivelarono essere aerei moderni simili ai bombardieri pesanti alleati del tempo: il Messerschmitt Me 264, il Focke-Wulf Fw 300, il Focke-Wulf Ta 400, lo Junkers Ju 390 e l'Heinkel He 277.
Il progetto venne abbandonato a causa dell'indebolimento della Germania negli ultimi anni della guerra, della mancanza di risorse e dei bombardamenti alleati.

## Sviluppo
Il progetto fu impostato nell'aprile 1942, e fu sottoposto al Reichsmarschall Hermann Göring il 12 maggio 1942. Nello specifico il piano faceva esplicito riferimento al fatto che si dovesse utilizzare le isole atlantiche delle Azzorre come base di transito per raggiungere le coste orientali degli Stati Uniti. Se si fossero usati gli aerei tipo Heinkel He 277, Junkers Ju 390 e Messerschmitt Me 264 per raggiungere gli obiettivi posti lungo le coste americane, dovevano essere usate, rispettivamente, bombe da 3 ton, 5 ton, e 6.5 ton.
L'uso delle isole Azzorre viene citato dallo storico militare James P. Duffy, in Target America: "Hitler's Plan to Attack the United States" (The Lyons Press, 2006) dove venne riportato quanto sostenuto in una riunione lo stesso Hitler.
Furono prodotte dieci copie, di cui 6 furono date a differenti uffici della Luftwaffe. Le 33 pagine del piano furono scoperte dopo la fine del conflitto a Potsdam da Olaf Groehler, uno storico tedesco.

## Obiettivi principali
Nel piano speciale per l'attacco al suolo orientale degli Stati Uniti era inclusa una lista di 21 obiettivi di notevole importanza militare. Di tali obiettivi, 19 furono localizzati negli Stati Uniti e i due restanti erano situati a Vancouver, Canada, e alla punta sud della Groenlandia. Si trattava sostanzialmente di industrie che fabbricavano parti strategiche degli aerei militari statunitensi. I 19 obiettivi risultavano catalogati in base alla posizione geografica:
- Aluminum Corp. of America ad Alcoa, Tennessee
- Aluminum Corp. of America a Massena, New York
- Aluminum Corp. of America a Badin, Carolina del Nord
- Wright Aeronautical Corporation a Paterson, New Jersey
- Pratt & Whitney Aircraft a East Hartford, Connecticut
- Allison Transmission a Division of General Motors a Indianapolis, Indiana
- Wright Aeronautical Corporation a Cincinnati, Ohio
- Hamilton Standard Corp. a Hartford, Connecticut
- Hamilton Standard Corp. a Pawcatuck, Connecticut
- Curtiss-Wright Corp. a Beaver (contea di Beaver, Pennsylvania)
- Curtiss-Wright Corp. a Caldwell, New Jersey
- Sperry Gyroscope Company a Brooklyn, New York
- Cryolite Refinery a Pittsburgh, Pensilvania
- American Car and Foundry Company a Berwick (contea di Columbia, Pennsylvania)
- Colt's Manufacturing Company a Hartford, Connecticut
- Chrysler Corp. a Detroit, Michigan
- Allis-Chalmers a La Porte, Indiana
- Corning Glass Works a Corning, New York
- Bausch & Lomb a Rochester, New York